# 安彦諭
安彦 諭（あびこ さとる）は、北海道美瑛町出身のスキー選手。パラリンピック冬季競技大会における日本人初のクロスカントリースキーID（知的障害者）クラスの銀メダリストである。

## 来歴
1998年開催の長野パラリンピックにおいては、障害者スポーツの世界最高の舞台であるパラリンピックに初めて距離競技だけが知的障害者のスキー種目の内に正式採用を認められた。その日本最初の代表選手6名の中に当時美深高等養護学校1年生であった安彦諭が、その一人として選ばれた。そして男子5キロ距離競技クラシカル走法において銀メダルを獲得した。知的障害者選手のパラリンピックメダリストは日本初である。
このことで「文化、スポーツ等の分野において輝かしい活躍で広く道民に敬愛され希望と活力を与えている」として1998年5月北海道知事から「栄誉賞」が贈呈された。
その後の夏季パラリンピック大会（シドニーパラリンピック）において新たに採用されたIDクラスバスケットボール種目にスペインチームが12名中に10名もの健常者を紛れ込ませて金メダルをさらったことが露見した。このことから以後の知的障害者のスポーツ種目は全てが国際パラリンピック委員会から排除されてしまった。しかし、パラリンピックへの夢を閉ざされた後も彼は国内の障害者スポーツ最高の舞台と位置づけられるジャパンパラリンピックのクロスカントリースキー大会などにおいて上位の成績を収める活躍をしている。
また、知的障害者が再び国際パラリンピックの舞台に復帰する日を目指して活動を始めた国際知的障害者スポーツ連盟(INAS-FID) が開催する知的障害者クロスカントリースキー世界選手権大会に日本代表選手となって上位成績で活躍した。
現在は「竹内山林緑化農園」「美瑛ディセンターすずらん」で稼動しながら、スポーツ面では「旭川パラレルクラブ」「旭川陸上クラブ」に所属して、夏季にはマラソンや駅伝など陸上競技にも取り組んでいる。　

## 主な記録
- 1998年 長野パラリンピック
  - クロスカントリー:ID（知的障害）クラス 男子5キロ、クラシカル銀メダル
- 2002年 ジャパンパラリンピッククロスカントリースキー競技大会
  - 男子10キロ、クラシカル　銀メダル　　10キロ、フリー　銀メダル
- 2003年 ジャパンパラリンピッククロスカントリースキー競技大会
  - 男子5キロ、クラシカル　銀メダル　　10キロ、フリー　銀メダル
- 2004年 ジャパンパラリンピッククロスカントリースキー競技大会
  - 男子5キロ、クラシカル　銀メダル　　10キロ、フリー　銀メダル
- 2005年 第1回知的障害者クロスカントリースキー世界選手権大会（スウェーデン，ソルフティオ）
  - 男子5キロ、クラシカル銅メダル　
  - 男子10キロ、フリー走法4位
  - 男子リレーでは第1走を務めて金メダルを獲得。
- 2005年 ジャパンパラリンピッククロスカントリースキー競技大会
  - 男子10キロ、フリー　銀メダル
- 2007年 第2回知的障害者クロスカントリースキー世界選手権大会（ポーランド　ザコパネ）
  - 男子4位
- 2007年 ジャパンパラリンピッククロスカントリースキー競技大会
  - 男子5キロ、クラシカル　金メダル　　10キロ、フリー　銀メダル
- 2008年 ジャパンパラリンピッククロスカントリースキー競技大会
  - 男子4.5キロ、クラシカル　金メダル　　9キロ、フリー　銅メダル
- 2009年 ジャパンパラリンピッククロスカントリースキー競技大会
  - 男子5キロ、クラシカル　金メダル　　10キロ、フリー　4位